# Dennis Wilson
Dennis Carl Wilson (4 de desembre de 1944 – 28 de desembre de 1983) fou un bateria, cantant i compositor nord-americà. Se'l coneix principalment per haver estat membre fundador del grup The Beach Boys, juntament amb els seus germans, Brian i Carl, el cosí, Mike Love, i un veí, Al Jardine. Wilson va formar part del grup des de la seva fundació, fins que va morir el 1983, gravant vint-i-vuit àlbums d'estudi. El 1977 va publicar un disc en solitari, Pacific Ocean Blue, amb bones crítiques.
Va néixer a Inglewood, Califòrnia, i era el mitjà dels germans Wilson. També era l'únic surfista del grup, i la seva vida privada exemplificava l'estil de vida de platja que les cançons de la primera època del grup sovint celebraven. La seva prominència dins del grup com a compositor i cantant solista va anar augmentant a mesura que avançava la seva carrera, a finals dels anys 60 i els anys 70.

## Infantesa
Dennis Carl Wilson era fill d'Audree Neva (Korthof de soltera) i Murry Gage Wilson. De petit, va viure amb els seus pares i germans a Hawthorne, Califòrnia. Dennis reconeixia que el seu lloc a la dinàmica familiar era d'ovella negra. Encara que de vegades era ansiós i agressiu, també era sensible i generós. Era el que va rebre més assots del pare de la família, Murry. Ple d'energia física, i de natura combativa, Dennis no volia participar en les cantades familiars, i també evitava de sortir a les primeres gravacions que feia en Brian amb una gravadora portàtil, però sí que cantava amb els seus germans a última hora a la seva habitació una cançó que Brian recordava com "l'especial nostra per cantar", anomenada "Come Down, Come Down from the Ivory Tower". Brian recorda de les harmonies fraternals nocturnes: "Vam desenvolupar una barreja de veus que ens va ajudar quan ens vam posar en els temes dels Beach Boys".

## The Beach Boys
La mare Wilson, Audree, va obligar Brian a incloure en Dennis a la formació original dels Beach Boys. A petició del seu cosí gran, Mike Love, Dennis havia suggerit en Brian que muntés un grup i escrigués una cançó sobre el surf. Els Beach Boys es van formar l'agost de 1961 i van tenir un èxit immediat (el pare, Murry, feia de mànager). Malgrat el nom i la imatge que van desenvolupar els Beach Boys, basats en la cultura surf de Califòrnia, Dennis era l'únic surfista del grup.
Durant els primers anys dels Beach Boys, Brian va assignar-li la feina de bateria. Va aprendre el més bàsic a l'escola, i, com els altres membres del grup, va anar aprenent sobre la marxa. Brian Wilson es va adonar aviat que la tècnica d'en Dennis era limitada, i, cap a mitjans de la dècada de 1960, sovint llogava músics de sessió, com Hal Blaine, per tocar la bateria a les gravacions (substituint de fet els altres instruments en un moment o altre, segons la feina que tinguessin a les gires). Dennis ho va acceptar amb equanimitat, i en general alabava la feina del seu germà gran a mesura que les composicions d'en Brian guanyaven en maduresa i complexitat. Malgrat tot, tenia el seu propi estil. L'any 1970, en el moment més alt de popularitat del grup al Regne Unit, un redactor de New Musical Express va utilitzar la frase "tan sec com un cop de cèrcol de Dennis Wilson". Encara que poques vegades feia els cors a l'escenari, fent de solista només de tant en tant, la seva veu rasposa era un ingredient clau del so del grup a l'estudi. A finals dels anys 1960 i 1970, les seves intervencions com a solista van donar un toc "blues" que va actualitzar el so dels Beach Boys, donant noves dimensions a la seva música quan es va anar retirant la influència de Brian en la composició i la producció.
Encara que a les primeres gravacions dels Beach Boys, no feia la veu principal a les cançons importants (només "Little Girl (You're My Miss America) i "This Car of Mine", així com l'estrofa pont de "Girls on the Beach"), a l'èxit de febrer de 1965 "Do You Wanna Dance" ja va ser la veu principal. A finals d'aquell any, a Beach Boy's Party!, Dennis va cantar una versió impressionant de "You've Got to Hide Your Love Away" dels Beatles. Es feia l'acompanyament a la guitarra, i, com els altres Beach Boys, va acabar tocant molts instruments.
Encara que havia ajudat Brian a escriure algunes cançons des de l'any 1963, als 18 anys, la primera cançó escrita per Wilson que es va publicar fou "Little Bird", la cara B del senzill de "Friends", juntament amb "Be Still", que també era un himne a la natura i reflexionava sobre el seu lloc al món natural, del qual la seva afició al surf només n'era una petita part. De cop, als 23 anys, va revelar un estil totalment madur que s'havia estat incubant durant un cert temps, apartat dels altres membres del grup. Des de 1968 fins a 1973, a mesura que Brian s'anava retirant de la participació activa al grup, Dennis va agafar el relleu com a principal força creativa dels Beach Boys, havent après les tècniques de producció observant el seu germà, i mostrant tons còsmic-gòtics en la composició (amb influències de Richard Wagner). Durant aquest període de cinc anys, cada disc dels que van publicar (menys un) incloïa almenys dues cançons seves, arribant fins a quatre a 20/20 i Sunflower. Quan van aparèixer gelosies territorials dins del grup pel seu protagonisme creixent (com havia passat amb George Harrison als Beatles), va començar a reservar-se cançons per als seus discos en solitari.
El 1971, en Dennis es va fer mal a la mà i no va poder tocar la bateria durant un temps. Ricky Fataar va agafar el lloc de bateria entre 1972 i 1974. Durant aquest temps, en Dennis actuava com a co-líder al costat de Mike Love, a part de tocar els teclats i cantar. A la portada del disc en directe de 1973 The Beach Boys in Concert hi surt el Dennis sol a l'escenari entre milers de fans; malgrat això, cap de les seves cançons estava inclosa al repertori.
Durant els tres anys sense gravar que van seguir el disc Holland, la veu d'en Dennis es va deteriorar notablement. En aquella època, els seus numerets a l'escenari (fins i tot, despullant-se) alteraven els espectacles en directe dels Beach Boys.
El 1974, coincidint amb l'èxit de la recopilació d'èxits dels anys 60 Endless Summer, Wilson va tornar a la bateria. Segons el seu biògraf, fou aquest any que va co-escriure la lletra i va modificar part de la melodia de "You Are So Beautiful", en una festa amb Billy Preston.

## Charles Manson
El 1968, Dennis Wilson anava en cotxe per Malibú quan va agafar dues noies que feien autostop, Patricia Krenwinkel i Ella Jo Bailey. Més tard, les va tornar a trobar fent autostop un altre cop. Aquesta vegada se les va emportar a casa seva, al 14400 de Sunset Boulevard a prop de Will Rogers Park. Wilson se'n va anar a una sessió de gravació. Quan va tornar, cap a les 3 de la matinada, va trobar al camí d'entrada un desconegut, Charles Manson. Quan va entrar a casa, hi havia una dotzena de persones a dins, la majoria dones. Wilson va quedar fascinat amb en Manson i els seus seguidors; la "Família Manson" va viure amb (i d'en) Wilson durant cert temps. A finals de 1968, Wilson va explicar a uns periodistes,
| « | Vaig explicar-los [a les noies] la nostra relació amb el Maharishi i em van dir que elles també tenien un guru, un paio que es deia Charlie que acabava de sortir de passar dotze anys a la presó. ... S'havia desviat cap al crim, però quan el vaig conèixer, em va semblar que tenia grans idees musicals. Ara estem component junts. És curt, d'alguna manera, però accepto la seva manera de veure les coses i he après d'ell. | » |

Impressionat de bon començament pel talent com a compositor de Manson, Wilson el va presentar a alguns amics del negoci de la música, incloent Terry Melcher (el fill de Doris Day), que era el propietari de la casa que més endavant van llogar el director Roman Polanski i la seva dona, l'actriu Sharon Tate, on es van produir els assassinats més famosos de Manson i la seva "família". Manson va fer sessions de gravació a l'estudi domèstic del germà gran d'en Dennis, Brian Wilson. Aquestes gravacions, si existeixen, no s'han publicat mai. Els Beach Boys van publicar una cançó d'en Manson, titulada originalment "Deixar d'Existir", però que es va reescriure com a "Never Learn Not to Love", com a cara B d'un senzill, i al disc 20/20.
Quan en Dennis Wilson es va anar adonant de la natura volàtil, i la tendència creixent de Manson cap a la violència, va tallar l'amistat marxant de la casa i deixant-hi en Manson. Quan en Manson va intentar reprendre el contacte (i diners), li va deixar una bala al porter d'en Wilson juntament amb un missatge críptic, que Wilson va interpretar com una amenaça. L'agost de 1969, la família Manson va perpetrar els assassinats Tate/LaBianca. Wilson parlava molt poc de la seva relació amb la família Manson.

## Pel·lícula
Dennis Wilson va protagonitzar amb James Taylor i Warren Oates la pel·lícula Two-Lane Blacktop (1971) en el paper de "El Mecànic". La pel·lícula mostra "El Conductor" (Taylor) i "El Mecànic" conduint sense rumb pels Estats Units en un Chevy del 55, sobrevivint amb els diners que guanyen en carreres improvisades.

## Carrera en solitari
A principis de 1963, en Dennis es va ajuntar amb l'antic col·laborador del seu germà Brian, Gary Usher, un veí de Hawthorne que va convertir-se en una figura prolíficament creativa en la música surf, i després en el folk. Van formar el duo "the Four-Speeds", i van publicar el senzill "RPM"/"My Stingray". Les dues cares van tenir bona acollida a les crítiques del "Billboard" a mitjans de març de 1963 i van tenir un cert èxit, que va permetre a Dennis comprar-se un cotxe esportiu Chevy Corvair. Poc després, va perdre el cotxe en estimbar-se conduint begut. El 4 de desembre de 1970, Wilson va publicar el seu primer material en solitari, un senzill poc conegut que només es va publicar a Europa i el Regne Unit amb el nom "Dennis Wilson & Rumbo". A la cara A del senzill hi havia "Sound of Free", sobre la llibertat, un dels seus temes recurrents, i a la cara B hi havia "Lady" (coneguda també com a "Fallin' in Love").

### Pacific Ocean Blue
Wilson va publicar el seu primer disc en solitari, Pacific Ocean Blue, el 1977. El disc va arribar al número 96 a les llistes americanes, i va vendre unes 300.000 còpies, un nombre semblant al del disc dels Beach Boys d'aquell any, Love You. Es va preparar una gira en solitari, però al final es va cancel·lar. Malgrat tot, de tant tant, Wilson va tocar material del seu disc en solitari durant la gira dels Beach Boys de 1977. Encara que el propi Wilson deia que l'àlbum "no tenia consistència", Pacific Ocean Blue va ser ben rebut per la crítica, i es considera un disc de culte. La seva veu rasposa i les lletres melancòliques dominen l'obra. El disc va estar descatalogat durant més d'una dècada fins que se'n va fer una nova edició el juny de 2008. Les revistes Rolling Stone i Mojo la van votar com a Reedició de l'Any 2008, va arribar al número 16 de les llistes d'àlbums britàniques, i al número 8 de la llista de catàleg de Billboard.

### Bambu
El disc següent, Bambu, va començar a produir-se l'any 1978 als Brother Studios de Santa Monica amb la col·laboració del que llavors era teclista dels Beach Boys i amic íntim de Dennis, Carli Muñoz com a compositor i productor. El projecte es va cancel·lar per falta de finançament i les distraccions amb els altres projectes dels Beach Boys. Bambu es va publicar oficialment el 2008 juntament amb la reedició de Pacific Ocean Blue.
Dues de les cançons de les sessions de Bambu, "Love Surrounds Me" i "Baby Blue", es van agafar per al disc dels Beach Boys L.A., de 1979. Dennis i el seu germà Brian també van gravar junts a part dels Beach Boys els anys 1980 i 1981. Aquestes sessions continuen sense publicar-se, encara que han estat piratejades sovint, i es coneixen com The Cocaine Sessions.

## Vida personal
Es va casar cinc vegades: amb Carole Freedman va tenir una filla, Jennifer i en va adoptar el fill, Scott; amb Barbara Charren va tenir dos fills, Michael i Carl; també es va casar dos cops amb Karen Lamm, l'ex-dona del teclista del grup Chicago, Robert Lamm, el 1976 i el 1978. En el moment de la seva mort, estava casat (tot i que separat) amb Shawn Marie Love (filla il·legítima de Mike Love, nascuda el 30 de desembre de 1964), amb qui havia tingut un fill, Gage, nascut el 3 de setembre de 1982.
També va tenir un relació amorosa important amb Christine McVie, de Fleetwood Mac entre 1979 i 1981.
Al disc All Summer Long, Dennis diu:
| « | Diuen que visc una vida ràpida. Potser és que m'agrada la vida ràpida. No la deixaria per res del món. No durarà sempre, tampoc. Però els records sí. | » |

## Mort
Durant els últims anys, Wilson va patir d'alcoholisme. Fumar li havia afectat la veu, encara que l'efecte raspós que li va quedar va ajudar a definir-lo com a cantant. El 28 de desembre de 1983, poc després de fer 39 anys, Wilson es va ofegar a Marina del Rey, Califòrnia, vora Los Angeles, després d'estar bevent durant tot el dia, i passar-se la tarda recollint coses que havia llançat per la borda del seu iot tres anys abans.
Se li va fer un enterrament al mar, davant de la costa de los Angeles (33° 53.9′ N, 118° 38.8′ O / 33.8983°N,118.6467°O) el 4 de gener de 1984. Es va tocar la seva cançó "Farewell My Friend" al funeral. Com que els que no són veterans de la Guarda de Costes o la Marina no es poden enterrar al mar si no s'ha fet una cremació, l'enterrament d'en Dennis fou possible gràcies a la intervenció del President Reagan.

## Discografia en solitari

### Àlbums
| 1977 | Pacific Ocean Blue - Publicat:22 d'agost de 1977 - Discogràfica: Caribou Records - Cançons: River Song; What's Wrong; Moonshine; Friday Night; Dreamer; Thoughts of You; Time; You and I; Pacific Ocean Blues; Farewell My Friend; Rainbows; End of The Show | 96 (1977) | 16 (2008) | 5 (2008) |

### Senzills
| Data de publicació       | Títol                             | Discogràfica      | Posició en llistes      |
| Desembre de 1970, UK     | "Sound of Free"/"Lady"            | Stateside Records | no va entrar en llistes |
| Setembre de 1977, Europa | "River Song"/"Farewell My Friend" | Caribou Records   | no va entrar en llistes |
| Octubre de 1977, US      | "You and I"/"Friday Night"        | Caribou Records   | no va entrar en llistes |